# Belleville-sur-Vie
Belleville-sur-Vie is een plaats en voormalige gemeente in Frankrijk in het departement Vendée in de regio Pays de la Loire.

## Geschiedenis
Tijdens de Franse Revolutie was Belleville een centrum van de Opstand in de Vendée en een hoofdkwartier van de royalistische generaal François de Charette. Op 9 augustus 1795 liet hij er honderden republikeinse gevangenen afmaken als vergelding voor de executies na de Landing in Quiberon.
Belleville-sur-Vie is op 1 januari 2016 gefuseerd met de gemeente Saligny tot de gemeente Bellevigny. 

## Demografie
Onderstaande figuur toont het verloop van het inwonertal.